# Michel Temer
Michel Miguel Elias Temer Lulia (Tietê, São Paulo, 23. rujna 1940.) je brazilski pravnik i političar, koji je od 31. kolovoza 2016. do 31. prosinca 2018. obnašao dužnost 37. predsjednik Brazila.

## Vanjske poveznice
- (port.) Službena stranica predsjednice Brazila